# Liste der Monuments historiques in Garches
Die Liste der Monuments historiques in Garches führt die Monuments historiques in der französischen Gemeinde Garches auf.

## Liste der Bauwerke
| Bezeichnung          | Beschreibung | Standort                               | Kennzeichnung | Schutzstatus | Datum | Bild |
| -------------------- | ------------ | -------------------------------------- | ------------- | ------------ | ----- | ---- |
| Hospiz Brézin        |              | 104, boulevard Raymond-Poincaré (Lage) | PA00088109    | Inscrit      | 1978  |      |
| Besitz des Nubar Bey |              | 75, rue du 19-Janvier (Lage)           | PA00088110    | Inscrit      | 1976  |      |

## Liste der Objekte
- Monuments historiques (Objekte) in Garches in der Base Palissy des französischen Kultusministeriums